# Hardinxveld-Giessendam
Hardinxveld-Giessendam – gmina w prowincji Holandia Południowa w Holandii.

## Miejscowości
Boven-Hardinxveld, Giessendam - Neder-Hardinxveld.